# Dawid Kownacki
Dawid Igor Kownacki (Gorzów Wielkopolski, 14 de março de 1997) é um futebolista polonês que atua como centroavante. Atualmente joga pelo Hertha Berlim, emprestado pelo Werder Bremen.

## Carreira
Foi convocado para defender a Seleção Polonesa de Futebol na Copa do Mundo de 2018.